# Четырёхосный нормальный тендер
Четырёхосный нормальный тендер (также Тендер четырёхосный нормальный 1908 года, Тендер конструкции Путиловского завода) — четырёхосный (осевая формула 2-2) тендер паровозов российских железных дорог. Был разработан Путиловским заводом под руководством Комиссии подвижного состава и тяги МПС в качестве «нормального» (стандартного, типового); использовался с паровозами серий Б, Ж, К, Н, О, С, У, Щ, Э и другими. Тендеры, выпускавшиеся для разных серий паровозов, имели некоторые конструктивные различия; в первую очередь, это касается передней площадки, высота которой зависела от высоты пола в будке у паровозов данной серии.

## Предыстория создания
В XIX веке на железных дорогах России использовались, в основном, трёхосные тендеры, однако рост мощности паровозов и применение низкосортного топлива обусловили к концу столетия увеличение размеров тендеров и — как следствие — переход с 1890-х гг. к четырёхосным конструкциям. Вместе с тем единый тип четырёхосного тендера первоначально введён не был, что привело к появлению значительного числа их различных вариантов.
В 1900—1901 гг. Харьковский завод по инициативе Екатерининской железной дороги спроектировал для паровозов серии О с угольным отоплением четырёхосный тендер, имевший запас воды 25 м3. Его длина составляла 8947 мм (с передними буферами — 9019 мм), колёсная база — 4300 мм, база тележки — 1800 мм, запас угля — 5 т, масса тары — 21,5 т. С 1901 г. паровозы О с такими тендерами строились различными заводами как для Екатерининской, так и для других казённых дорог. Позже эти тендеры выпускались с паровозами Ж, К, Н, Ш, Щ и др. Однако при применении их к паровозам с нефтяным отоплением нагрузка на ось превысила 13 т, что Инженерный совет МПС признал нежелательным ввиду слабости верхнего строения пути на многих дорогах. В 1903 г. Комиссия по устранению недостатков в паровозах (будущая Комиссия подвижного состава и тяги), сочтя ёмкость водяного бака 25 м3 чрезмерной, поручила Путиловскому заводу спроектировать тендер на 23 м3 воды, с возможностью выпускать его как для товарных, так и для пассажирских паровозов с различными видами отопления.
За основу был взят тендер с запасом воды 24 м3, который выпускался Путиловским заводом с 1902 г. для паровозов ѲП заказа казённых железных дорог (позже аналогичные тендеры стали выпускаться и Коломенским заводом с паровозами ѲК). По конструкции он был близок к «харьковскому», отличаясь от него главным образом устройством водяного бака. Тендер Харьковского завода имел П-образный бак с вклёпанным посередине наклонным днищем помещения для угля. Путиловский же завод под водяной объём использовал и пространство под угольным помещением; таким образом, бак принял форму параллелепипеда, имеющего в верхней части наклонную выемку примерно на треть его ширины — угольную яму.
Окончательное решение о переходе к тендерам с баком на 23 м3 воды было принято Инженерным советом в конце 1904 г. В 1905 г. проектирование нового тендера было завершено. По сравнению с тендером ѲП изменились некоторые основные размеры: высота бака была уменьшена с 1430 до 1360 мм, колёсная база увеличена с 4200 до 4240 мм, длина рамы тележки — с 3410 до 3460 мм и др. Отличались также размеры частей тормозной рычажной передачи и устройство других элементов.

## Конструкция

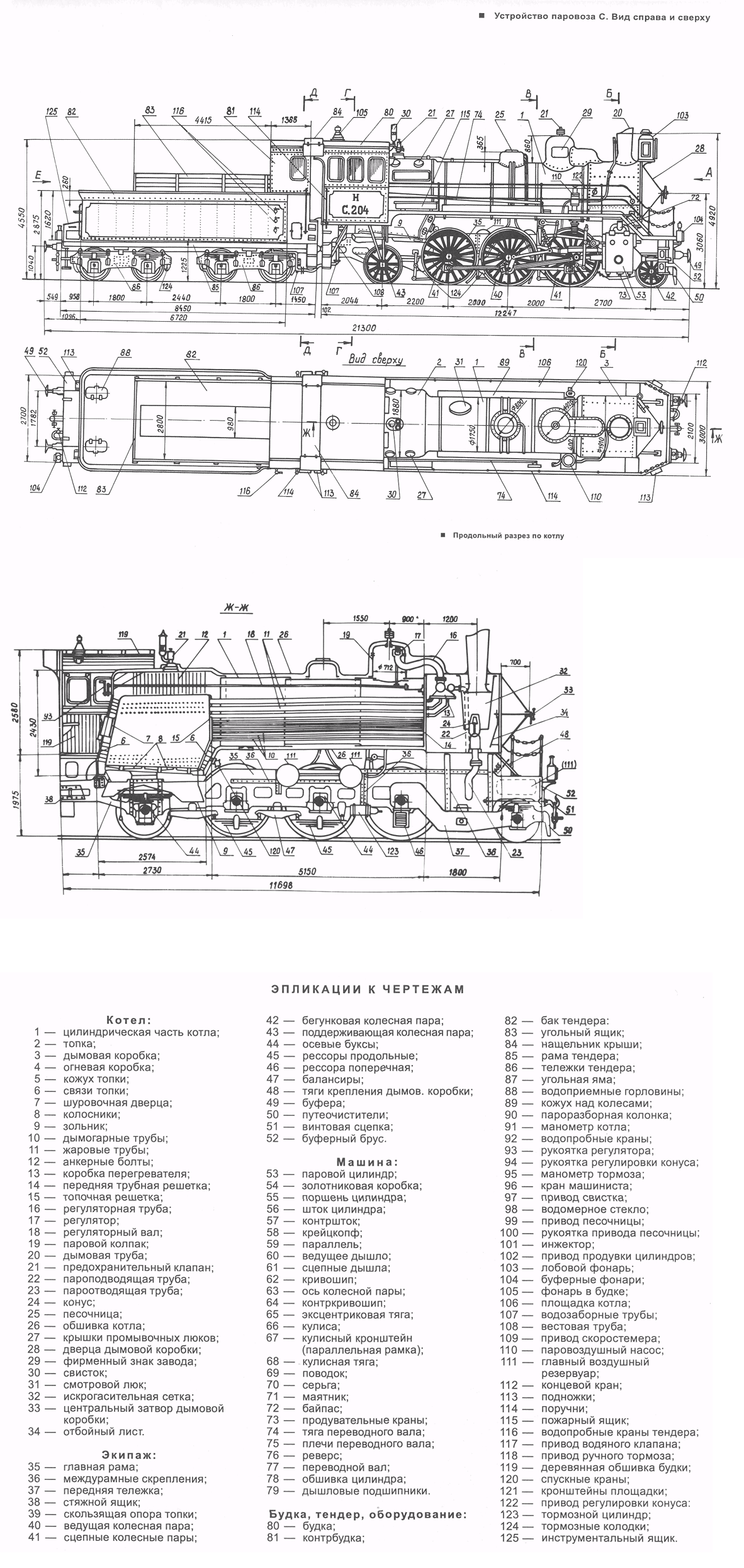
Проекции и разрез паровоза серии С с 4-осным тендером образца 1908 г. (иллюстрация из книги А. Никольского «Паровозы. Серия С»)

Четырехосный нормальный тендер («Альбом схем паровозов и паспортов», 1935 г.)

### Экипажная часть
Экипажная часть тендера представляет собой раму с двумя двухосными тележками. На каждую тележку рама опирается через подпятник и два боковых скользуна. Подпятники имеют плоскую форму. Поворот тележки осуществляется вокруг оси вертикального шкворня, соединяющего её с рамой тендера; возможность поперечного смещения передней тележки, появившаяся в некоторых более поздних конструкциях тендеров, отсутствует.
Рама имеет клёпаную конструкцию и состоит из двух продольных хребтовых балок (швеллеры 300 × 100 × 11), двух наружных продольных обносных швеллеров (120 × 55 × 7), консолей (для крепления обносных швеллеров к хребтовым балкам), двух шкворневых балок (каждая из двух швеллеров 300 × 100 × 11), четырёх дополнительных поперечных балок, а также уголка с листом для крепления тормозного цилиндра. В передней и задней частях рамы продольные балки соединены стяжными ящиками. На тендерах паровозов серий Ж и К спереди рамы с обеих сторон устанавливались так называемые «водила», упруго (через пружины) соединявшиеся с рамой паровоза. Это фактически увеличивало колёсную базу паровоза, что способствовало уменьшению его виляния при движении.
Экипажная часть тендера
Тележки тендера также являются клёпаными, их боковины выполнены из листовой стали толщиной 22 мм и соединяются между собой шкворневой и концевыми балками. Шкворневая балка тележки изготовлена из двух швеллеров 260 × 90 × 10, каждая из концевых балок — из одного швеллера 235 × 90 × 8 или 235 × 90 × 10. Между шкворневой и концевыми балками установлены диагональные раскосы. Швеллеры шкворневой балки сверху и снизу накрыты листами толщиной 10 мм, в средней части балки укреплены подпятник и шкворень.
Рессорное подвешивание — одноступенчатое, осуществляется посредством надбуксовых листовых рессор (10 листов). Буксы имеют подшипники скольжения.
Колёсные пары имеют оси с наружным расположением шеек и цилиндрической средней частью; в конце подступичной части имеется бурт, фиксирующий конечное положение колёсного центра при запрессовке. Длина оси — 2372 мм, расстояние между серединами шеек — 2100 мм, длина шеек — 240 мм, диаметры: шеек — 135 мм, предподступичной части — 165 мм, подступичной части — 170 мм, средней части — 160 мм. Диаметр колёсных центров составляет 880 мм, диаметр бандажей по кругу катания — 1010 мм.

### Ударно-тяговые приборы
Четырёхосный нормальный тендер (в применении к паровозу серии О)
Сцепление тендера с паровозом — упругого типа, осуществляется с помощью винтовой стяжки, которая своими скобами надевается на вертикальные шкворни, установленные в переднем стяжном ящике тендера и в заднем стяжном ящике паровоза. По бокам от неё на случай обрыва имеются две запасные тяги. В первые годы использовались два типа передних стяжек — обычная и усиленная (последняя — на тендерах паровозов Щ). В 1910 г. была введена единая передняя стяжка для трёх- и четырёхосных тендеров, разработанная на основе усиленной; длина её передней скобы составляла 280 мм, задней — 195 мм.
Передние буфера тендера — плунжерного типа; они установлены в направляющих коробках, укреплённых в переднем стяжном ящике. Буфера задними концами опираются на поперечную листовую рессору, хомут которой шарнирно закреплён в том же стяжном ящике. Рессора обеспечивает поглощение толчков между паровозом и тендером; через неё же передаётся усилие от паровоза при движении задним ходом. Число листов первоначально составляло 13, позже стали использоваться 15-листовые рессоры (прежде всего, на тендерах мощных паровозов — С, Щ и др.). На тендерах паровозов Э передние упряжные рессоры имели 16 листов.

Винтовая сцепка

Сцепление тендера с составом осуществляется винтовой сцепкой (крюком с винтовой стяжкой). Применялись обычные для подвижного состава того времени типы стяжек: на тендерах товарных паровозов — введённая в 1905 г. одиночная усиленная, на тендерах пассажирских паровозов — двойная (типа Уленгута), конструкция которой позволяла производить соединение сразу обеими стяжками сцепляемых единиц подвижного состава. С 1912 г. стала использоваться двойная стяжка нового типа, разработанная в качестве единой как для товарных, так и для пассажирских паровозов и вагонов.
Хвостовик крюка сцепки пропущен через чугунную подушку в заднем стяжном ящике рамы тендера и прикреплён к хомуту задней упряжной рессоры. Рессора имеет 12 листов (на паровозах Э — 14); её концы упираются в укреплённые в стяжном ящике вертикальные шкворни. Задние буфера — обычные (тарельчатого типа), имеют витые пружины из листовой стали.

### Водяной бак
Четырёхосный нормальный тендер в применении к паровозам серий Щ и С
На тендере применён клёпаный водяной бак прямоугольной формы, представляющий собой каркас из уголковых профилей, покрытый листовой обшивкой. На раму тендера бак устанавливается на деревянных подкладках и крепится болтами к её консолям; в местах крепления днище бака и консоли имеют металлические накладки. Внутри бака находится поперечная перегородка, увеличивающая его жёсткость и смягчающая гидравлические удары от колебаний воды при движении паровоза; также в ряде мест установлены листовые поперечные связи.
В верхней части бака расположена угольная яма — покатое углубление шириной 980 мм для запаса угля или дров. Её днище имеет в передней части подъём. Такая форма ямы была выбрана для удобства смачивания угля, поскольку на многих железных дорогах использовался низкосортный уголь, требовавший значительного смачивания перед загрузкой в топку. На практике это привело к застаиванию в угольной яме воды, что влекло за собой быстрое ржавление обшивки; позже в нижней части ямы стала устанавливаться водоотводная трубка. На ряде дорог для защиты обшивки от ржавления, а также от механических повреждений углём и кочегарным инструментом применялось покрытие стенок и днища ямы бетоном, асфальтом или просмоленными деревянными досками.
Объём водяного бака равен 23 м3, яма вмещает 5 т угля. Внутренние размеры бака составляют: длина — 6720 мм, ширина — 2990 мм, высота — 1360 мм; толщина листов обшивки: днище — 6 мм, стенки — 5 мм, палуба — 4 мм, стенки угольной ямы — 5 мм. Палуба имеет наклонный обнос (ограждение) высотой 260 мм. У тендеров, выпускавшихся для паровозов серии С, обнос не оканчивался у переднего края бака, а плавно переходил в верхнюю часть ограждения площадки.
В задней части бака на его палубе находятся две горловины круглой формы для заливки воды, а в днище — промывочный люк. Подача воды от тендера к паровозу осуществляется по двум трубам с гибкими резиновыми армированными рукавами. В месте крепления труб к водяному баку тендера установлены запорные клапаны; открытие и закрытие клапанов осуществляется маховиками, выведенными на палубу бака. При нефтяном отоплении паровоза на водяной бак сверху устанавливается мазутный бак прямоугольной или цилиндрической формы.
У тендеров паровозов Б и Э ввиду высокого расположения передней площадки глубина угольной ямы была уменьшена. Одновременно была понижена на 60 мм палуба водяного бака, что было вызвано необходимостью сохранить его объём равным стандартной величине 23 м3. Чтобы при уменьшенной ёмкости ямы можно было разместить требуемый запас угля, обнос бака был сделан высоким вертикальным. Также была изменена форма труб для подачи воды, место крепления труб к водяному баку перемещено ближе к его передней стенке, отличался ряд других элементов. С такими тендерами строились и паровозы последующих модификаций серии Э — ЭШ, ЭГ, ЭУ и часть паровозов ЭМ.

### Оборудование

Тройной клапан

Тендер имеет колёсно-колодочный тормоз с односторонним нажатием колодок; расположение колодок — наружное; привод тормоза — пневматический и ручной. Пневмотормоз — автоматический, как правило, системы Вестингауза, которая в начале XX в. на русских железных дорогах являлась основной. Диаметр тормозного цилиндра составляет 12 дюймов (305 мм). Тормозной цилиндр, запасной резервуар и тройной клапан (воздухораспределитель) размещены под рамой тендера, в средней её части; отпускной клапан также находится под рамой или выведен на переднюю площадку. На площадке расположен и привод ручного тормоза.
В задней части тендера (за водяным баком) размещён инструментальный ящик; ещё два ящика меньшего размера находятся на передней площадке.
Первоначально тендеры не имели контрбудок, однако в 1910-х гг. стали выпускаться с контрбудками. Так, для тендеров паровозов С применялись стальные контрбудки проекта завода Гартмана.

## Постройка

Четырехосный нормальный тендер («Справочник по локомотивам железных дорог Советского Союза», 1956 г.). Тендер показан в применении к паровозу серии Э; величина 6720 мм показана ошибочно (это длина только водяного бака; длина передней площадки в эту величину не входит); высота бака у серии Э составляет 1300 мм.

Первые тендеры по новому проекту были построены Путиловским заводом в 1906 г., однако обычно годом начала выпуска указывается 1908-й, когда началось их массовое производство на всех паровозостроительных заводах страны. Уже в первые годы выпуска в конструкцию вносились небольшие изменения — были добавлены усиливающие косынки в углах рам тележек, предохранительные скобы для элементов тормозной передачи и др.
Четырёхосными тендерами конструкции Путиловского завода снабжались паровозы всех основных серий, выпускавшиеся для казённых и ряда частных железных дорог; при этом для некоторых серий (например, Б, К, Н) в это же время применялись и трёхосные тендеры. На отдельных частных дорогах — Варшаво-Венской, Владикавказской, Московско-Казанской — паровозы снабжались четырёхосными тендерами других типов.
В 1910-х гг. при использовании нормального тендера с новыми пассажирскими паровозами (серии Б, К и С) стали отмечаться расстройство его экипажной части и перегрев буксовых подшипников, что было вызвано как повысившимися скоростями движения, так и допускавшейся на ряде железных дорог вынужденной перегрузкой тендеров топливом. Ввиду этого на тендерах (прежде всего, паровозов С) стали применяться усиленные тележки. Тогда же на Сормовском заводе началась разработка нового тендера для пассажирских паровозов — с водяным баком ёмкостью 30 м3 и увеличенным запасом угля, — однако этот проект реализован не был.
Величина массы тары нормального тендера в первые годы выпуска неоднократно пересматривалась (для тендера в применении к паровозу серии О она первоначально была установлена в 21,6 т, для других серий она повышалась ввиду необходимости надстраивать переднюю площадку). В соответствии с официально утверждённой характеристикой, действовавшей к 1914 г., масса тендера в порожнем состоянии без контрбудки и с комплектом инструментов должна была независимо от серии паровоза составлять не более 22,3 т при угольном отоплении и 23,5 т при нефтяном, однако эти нормы оказались чрезмерно жёсткими и на практике обычно не выдерживались. В докладе инженера П. Г. Иванова, представленном в Комиссию подвижного состава в июне 1914 г., были приведены сведения о фактической массе тендера конструкции Путиловского завода для разных серий паровозов: Щ — 22,487 т, НУ — 22,408 т (при нефтяном отоплении — 23,623 т), Б — 23,044 т (при нефтяном отоплении — 24,166 т), К — 23,062 т, С — 22,591 т, Э — 23,2 т. В связи с этим величина порожней массы тендера снова была пересмотрена — так, для тендеров паровозов серии Щ она была установлена в 22,5 т, серии С — 22,6 т. В служебных изданиях более позднего времени для паровозов, имевших четырёхосный нормальный тендер, масса его тары обычно указывалась как 23,5 т, независимо от серии паровоза и вида отопления.
При заказе в начале 1920-х гг. в Швеции и Германии паровозов ЭШ и ЭГ в конструкцию тендера было внесено лишь небольшое количество изменений второстепенного характера — применён новый тип винтовой сцепки (обр. 1916 г.); изменён способ крепления стопорных колец бандажей; домкраты, прежде размещавшиеся на площадках паровоза или на палубе водяного бака, подвешены под рамой тендера; для удобства установки под гидроколонкой применены удлинённые горловины водяного бака (кроме первых 30 паровозов ЭШ); в контрбудке установлена паровая кастрюля для подогрева пищи и др. Предложение немецких заводов об использовании с этими паровозами тендеров другого типа было отклонено.
В процессе эксплуатации нормальные тендеры подвергались различным модернизациям, из которых можно отметить:
— установку угольного ящика — деревянных бортов, увеличивающих объём угольной ямы; запас угля при этом возрастал до 15-17 т; на части тендеров для паровозов серии Э угольный ящик устанавливался уже при постройке;
— применение бандажей толщиной 75 мм вместо 65 мм, что увеличило диаметр колёс до 1030 мм. На тендерах паровозов ЭУ с 1927/28 года выпуска сразу устанавливались такие бандажи. В ряде случаев 75-мм бандажи применялись на нормальных тендерах и в дореволюционный период — например, для паровозов Э заказа частной Северо-Донецкой дороги (тендеры паровозов Э казённых дорог имели обычную толщину бандажей — 65 мм);
— замену 10-листовых рессор на 12-листовые;
— замену винтовой сцепки на автоматическую;
— установку электроосвещения;
— замену круглых горловин водяного бака на вытянутые. На тендерах поздних выпусков, в том числе, как указано выше, на паровозах ЭШ и ЭГ, горловины сразу делались вытянутыми.
Со второй половины 1920-х гг. на грузовых паровозах и, соответственно, на их тендерах вместо тормоза Вестингауза стал применяться тормоз Казанцева, позже — тормоз Матросова. В 1940-х гг. при переделке тормозной системы грузовых паровозов с тендера снимались воздухораспределитель и запасной резервуар; воздух в тормозной цилиндр тендера стал поступать от воздухораспределителя паровоза.

## Дальнейшее развитие конструкции
Непосредственным развитием конструкции нормального тендера Путиловского завода стали новые тендеры для паровозов ЭМ и СУ.
С начала 1930-х гг. на тендерах паровозов ЭМ стали применяться поясные тележки типа «даймонд»; клёпаные рама и водяной бак заменены сварными; введено жёсткое сцепление тендера с паровозом; вертикальные лестницы в будку машиниста заменены наклонными, размещёнными на самом паровозе; сами будки стали выполняться закрытыми, с наружными дверями. Различными заводами-изготовителями эти изменения вносились в конструкцию тендера в разное время и в разной последовательности.
В 1932 г. для первых 30 паровозов СУ II выпуска (№/№ 200-01 — 200-30, Коломенский завод) были построены тендеры, созданные на основе нормального в его варианте для паровозов Э. В конструкцию были внесены следующие основные изменения:
— рессорное подвешивание сделано двухступенчатым (к каждой листовой рессоре добавлены две цилиндрические пружины); ввиду этого была изменена и форма боковин тележек;
— изменена конструкция труб для подачи воды к паровозу;
— привод ручного тормоза был сделан наклонным и прикреплён к водяному баку, поскольку вследствие применения на паровозе будки с наружными дверями (вместо открытых проёмов) и наклонными лестницами не удалось установить вертикальную колонку ручного тормоза.
В дальнейшем на тендерах для паровозов СУ применялись сварные рамы и баки, объём бака был увеличен с 23 до 28 м3, введён 6-мм зазор между верхними и нижними подушками скользунов тележек, упразднён задний инструментальный ящик.